# José Cuevas Pérez
José Cuevas Pérez (Villanueva Mesía, Granada, 12 de diciembre de 1933 - ¿?, 20 de febrero de 2010) fue un maestro y político español.

## Biografía
Nacido el 12 de diciembre de 1933 en Villanueva Mesía (Granada), es diplomado en ciencias sociales por la Universidad Nacional de Educación a Distancia (UNED), y ejerció como maestro nacional. Regidor de Villanueva Mesía desde octubre de 1966, con la transición democrática española, se afilió a UCD, llegando a ser alcalde de Villanueva Mesía por la mencionada formación, y con ello diputado provincial durante la primera y la segunda legislatura democrática municipal, de 1979 a 1987. Con el hundimiento de la Unión del Centro Democrático (UCD) en 1983 se incorporó a Coalición Popular, como miembro del Partido Demócrata Popular. Así mismo, fue nombrado vicepresidente primero de la Diputación Provincial de Granada, cargo que ejercería de 1979 a 1983, durante la primera legislatura municipal. Sería alcalde de Villanueva Mesía hasta octubre de 1988,  cuando dimite y deja el cargo en manos de Antonio Gordo Cárdenas.
Fue también parlamentario andaluz, en sustitución de José Sánchez Faba, que se retiró de la primera línea de la vida política y volvió a su profesión de juez en enero de 1983. Con la disolución de UCD pasa del Grupo Parlamentario Centrista al Grupo Mixto en abril de 1984. Fue uno de los miembros más destacados de la UCD de Granada que apostaron por la defensa de una autonomía para Andalucía Oriental. En las elecciones municipales de 1987, se presentó bajo una agrupación de electores independientes, ganando las elecciones y siendo nombrado alcalde nuevamente, cargo que mantendría hasta octubre del año siguiente. Durante la formación de Unidad Granadina, en 1991, se integró en la candidatura municipal de la organización a la alcaldía de Granada para las elecciones municipales del mismo año. Finalmente, Unidad Granadina no obtuvo ningún concejal en la capital y José Cuevas Pérez se retiró definitivamente de la actividad política.